# Yo-kai Watch
Yo-kai Watch (妖怪ウォッチ, Yōkai Wotchi) is een Japanse mediafranchise, die oorspronkelijk begon als een role-playing game voor Nintendo 3DS. Er is ook een manga en een animeserie.

## Anime
De anime wordt vanaf 23 mei 2016 in Nederland en Vlaanderen op Nickelodeon uitgezonden.

### Lijst van afleveringen
| Nr. | Titel | Uitzenddatum     | Uitzenddatum      |
| --- | --- | ---------------- | ----------------- |
| 01  | Yo-kai bestààn De spookachtige kruising                                                                                  | 8 januari 2014   | 23 mei 2016       |
| 02  | Die in het water Waarom zeg je dat nou? Katie's geheim                                                                   | 15 januari 2014  | 24 mei 2016       |
| 03  | De zeldzame Yo-kai Manjimutt Hier is Roughraff Manjimutt Part 2*                                                         | 22 januari 2014  | 25 mei 2016       |
| 04  | Yo-kai Medallium Yo-kai Hungramps Yo-kai Wazzat Manjimutt: Part 3*                                                       | 29 januari 2014  | 26 mei 2016       |
| 05  | Manjimutt: Part 4* Yo-kai Illoo Uitdrijverij!                                                                            | 5 februari 2014  | 27 mei 2016       |
| 06  | Manjimutt: Part 5* Yo-kai Blazion Yo-kai Negatibuzz Het logeerpartijtje                                                  | 19 februari 2014 | 30 mei 2016       |
| 07  | Manjimutt: Part 6* Hier is Komasan! Yo-kai Nosirs                                                                        | 26 februari 2014 | 31 mei 2016 (?)   |
| 08  | Manjimutt: Part 7* Yo-kai Fidgephant Yo-kai Hidabat                                                                      | 5 maart 2014     | 1 juni 2016       |
| 09  | Komasan in de stad: Dit is Komajiro! Yo-kai Cadin Robonyan geactiveerd!                                                  | 12 maart 2014    | 2 juni 2016       |
| 10  | Komasan in de stad: Stadsleven Yo-kai Buhu De legende van Shogunyan                                                      | 19 maart 2014    | 3 juni 2016       |
| 11  | Komasan in de stad: Het draaihekje Yo-kai Spenp Yo-kai Noway Manjimutt: De grote (honden-)uitbraak: Vast & vrij          | 26 maart 2014    | 6 juni 2016 (?)   |
| 12  | Komasan in de stad: Oorwarmers Yo-kai Cheeksqueek Manjimutt: De grote (honden-)uitbraak: Episode 1                       | 4 april 2014     | 7 juni 2016       |
| 13  | Komasan in de stad: Goedkope hapjes Yo-kai Chatalie Yo-kai Dancers Manjimutt: De grote (honden-)uitbraak: Episode 2      | 11 april 2014    | 9 juni 2016**     |
| 14  | Komasan in de stad: De tovervloer Yo-kai Dazzabel & Yo-kai Dimmy Manjimutt: De grote (honden-)uitbraak: Episode 3        | 18 april 2014    | 19 september 2016 |
| 15  | Komasan in de stad: DJKJ Yo-kai Sproink Yo-kai Babblong Manjimutt: De grote (honden-)uitbraak: Episode 4                 | 25 april 2014    | 20 september 2016 |
| 16  | Yo-kai Peppillon Komasan in de stad: Mijn coole broertje Manjimutt: De grote (honden-)uitbraak: Episode 5                | 2 mei 2014       | 21 september 2016 |
| 17  | Komasan... Op naar de top: Aflevering 1 Yo-kai Cynake Yo-kai Rockabelly Manjimutt: De grote (honden-)uitbraak: Episode 6 | 9 mei 2014       | 22 september 2016 |
| 18  | Kyubi: Operatie Hartzeer Yo-kai Gargaros Komasan, op naar de top: Aflevering 2                                           | 16 mei 2014      | 23 september 2016 |
| 19  | Komasan, op naar de top: Aflevering 3 Yo-kai Baku Kyubi: Operatie Pretpark                                               | 23 mei 2014      | 26 september 2016 |
| 20  | The legende van Dandoodle [sic] Komasan, op naar de top: Aflevering 4                                                    | 30 mei 2014      | 27 september 2016 |
| 21  | Yo-kai D'wanna Yo-kai Insomni Komasan Wordt Verliefd: Aflevering 1                                                       | 6 juni 2014      | 28 september 2016 |
| 22  | Komasan Wordt Verliefd: Aflevering 2 Yo-kai Duchoo Yo-kai Ake & Payn                                                     | 13 juni 2014     | 29 september 2016 |
| 23  | Komasan Wordt Verliefd: Aflevering 3 Yo-kai Grubsnitch Yo-kai B3-NK1                                                     | 20 juni 2014     | 30 september 2016 |
| 24  | Komasan Wordt Verliefd: Aflevering 4 Yo-kai Tengloom De enige echte                                                      | 27 juni 2014     | 3 oktober 2016    |
| 25  | Jibanyan's geheim | 4 juli 2014      | 4 oktober 2016    |
| 26  | Yo-kai Espy Yo-kai Peckpocket Komasan Wordt Verliefd: Aflevering 5                                                       | 11 juli 2014     | 5 oktober 2016    |

* Voor de cursieve titels zijn er geen officiële Nederlandse vertalingen.

** Op 8 juni 2016 was het Nickelodeon Buitenspeeldag 2016.

### Nederlandse versie
Wim Pel Productions B.V. is verantwoordelijk voor de Nederlandse nasynchronisatie.

#### Rolverdeling
- Jurjen van Loon
- Wim Peters
- Cathy Petit
- Vita Coenen
- Ilse La Monica
- Marlies Bosmans
- Frank Hoelen
- Jimmy Lange
- Sander Vissers
- Joey Schalker
- Jip Bartels
- Lien Focke

#### Liedjes
De verwesterde openingsgeneriek, Yo-kai Watch, werd door Tommie Christiaan Venneker gezongen. Het eerste eindlied, Exercice Yo-kai n°1, werd door Maja Van Honsté gezongen.